# Micropub (protocolo)
Micropub é uma recomendação do W3C que descreve um protocolo cliente-servidor baseado em HTTP para criar, atualizar e excluir postagens (por exemplo: mídias sociais) em servidores usando clientes de aplicativos da Web ou nativos. O Micropub foi originalmente desenvolvido na comunidade IndieWebCamp, contribuiu para o W3C, e publicado como um rascunho de trabalho do W3C em 28 de Janeiro de 2016. Desde 23 de Maio de 2017, é uma recomendação do W3C.
O Micropub usa tokens de portador OAuth 2.0 para autenticação e aceita postagens de formulário tradicionais e postagens JSON. Os dados publicados usam um vocabulário derivado dos microformatos. O Micropub é usado principalmente para criar "postagens", que são semelhantes aos Tweets, ou postagens em microblogs, como as postadas no Twitter. O protocolo suporta uma variedade de tipos de conteúdo diferentes, no entanto, como Favoritos, Favoritos, Reposts, Eventos, RSVPs e Checkins. Atualmente, o Micropub é suportado em uma variedade de sites compatíveis com IndieWeb, bem como no micro.blog.

## Implementações
Existem inúmeras implementações do Micropub, tanto clientes quanto servidores, muitos deles de código aberto.

### Clientes
- Quill
- OwnYourGram
- OwnYourSwarm
- Wunderpub
- InkStone
- shpub- Cliente de linha de comando escrito em PHP
- Screech
- Micropublish
- Dobrado